# 白斑弄蝶
白斑弄蝶（学名：I. lamprospilus）是臺灣山區常見的弄蝶，翅膀腹面底色為淡黃褐色，後翅並有數枚大而明顯的白斑，讓白斑弄蝶不難辨識。本屬為單種屬，本種即是屬的模式種，因此以中文屬名命名。「狹翅」弄蝶來自於日文名翻譯，亦有別稱為：「狹翅弄蝶」、「旖弄蝶」、「白星弄蝶」、「細翅弄蝶」。本種廣泛分佈在臺灣平地到低海拔山區，偏好出現於闊葉林的林道、林緣等較明亮的環境，喜好訪花、吸水。幼蟲以禾本科的白背芒、臺灣芒、五節芒、臺灣蘆竹等植物為寄主，為多世代的種類，一年多代，三到十一月都可以見到成蟲。

## 特徵
雌雄斑紋相似，前翅兩面都有7枚大小不一的白斑點，後翅腹面有9枚框上細黑邊的明顯白點，翅面寬闊，雌蝶體型稍大，白色斑點較發達。臺灣所有弄蝶中，超過半數的外觀以褐色系為底色，本種底色為褐色，背側黑褐色，腹側黃白色，腹部有黃環，下翅腹面那9個框上細黑斑的明顯白點，是他與眾不同的最大特徵。

## 生態習性
本種成蝶偏好出現於闊葉林的林道、林緣等較明亮的環境，喜好訪花、雄蝶會到濕地吸水，飛行不活潑。成蝶停棲時一般是閉合，有時會前翅展開成「V」字型日光浴。幼蟲以禾本科的白背芒、臺灣芒、五節芒、臺灣蘆竹等植物為寄主，冬季以終齡幼蟲型態於巢內過冬，為多世代的種類，一年多代，三到十一月都可以見到成蟲。

## 棲地分佈
本種廣泛分佈在臺灣平地到低海拔山區。亦可見於中國大陸長江、珠海流域、朝鮮半島南部及日本南部和越南北部。

## 攝食食物
在臺灣記錄此種的寄主植物依禾本科為主，甘蔗、芒、臺灣蘆竹、求米草、白茅、五節芒、白背芒......等中大型禾草。  

## 外部連結
- 维基共享资源上的相關多媒體資源：白斑弄蝶